# Mirosław Hajnos
Mirosław Hajnos (ur. w 1957 w Nowej Soli) – polski grafik, malarz, ilustrator, twórca rysunków satyrycznych.
Zadebiutował w roku 1978 na „Satyrykonie” w Legnicy. W prasie w tym samym roku, w czasopismach: Karuzela i Głos Nauczycielski. Jest autorem rysunków satyrycznych publikowanych w wielu czasopismach. Współpracował i współpracuje nadal z prasą – jego prace znalazły się na łamach czasopism: Szpilki, Karuzela, Twój Dobry Humor, Przegląd, Radar, Trybuna, Nie, Hustler, Polityka, Wprost i wielu innych, m.in. w szwajcarskim Nebelspalterze. Twórca internetowego serwisu dla rysowników www.hajnos.pl
Jest uczestnikiem licznych wystaw rysunku satyrycznego w Polsce i na świecie oraz laureatem kilkudziesięciu nagród w krajowych i zagranicznych konkursach rysunku satyrycznego i prasowego oraz publikacji książkowych. Laureat nagrody Stowarzyszenia Polskich Artystów Karykatury „Eryk 2004”.
Juror międzynarodowych konkursów plastycznych w Stambule (Turcja), Pisku i Hradec Kralove (Czechy), Baku (Azerbejdżan), Tabrizie (Iran) oraz w Zielonej Górze, Kożuchowie i Niemodlinie (Polska).